# Bad Hall
Bad Hall là một thị xã ở huyện Steyr-Land của Thượng Áo, Áo. Đô thị này có dân số 5.200 người (năm 2006) và diện tích 13,38 km². Tên gọi Bad Hall có nghĩa muối tắm, liên quan đến lịch sử của đô thị này là một khu nghỉ dưỡng.